# Stolephorus andhraensis
Stolephorus andhraensis är en fiskart som beskrevs av Babu Rao, 1966. Stolephorus andhraensis ingår i släktet Stolephorus och familjen Engraulidae. Inga underarter finns listade i Catalogue of Life.